# Zonnetijd
Zonnetijd of ware tijd is de plaatselijke tijd, gemeten op een zonnewijzer. Een correct opgestelde poolstijlzonnewijzer staat met de stijl (de schaduwgever) naar het geografische noorden gericht onder een hoek met het horizontale vlak gelijk aan de plaatselijke breedtegraad. In Noord-Nederland zal dat ongeveer 53° zijn, in Midden-Nederland 52° en in Zuid-Limburg en België ongeveer 51°. Een op deze wijze opgestelde en correct ingestelde zonnewijzer zal de ware zonnetijd ter plekke aanwijzen. Door de schijnbare verplaatsing van de zon langs de hemel verplaatst de schaduw van de stijl zich langs de cijfers bij de uurlijnen.

## Afwijkingen
Omdat de schijnbare verplaatsingssnelheid van de zon langs de hemel niet altijd dezelfde is, zullen er geringe afwijkingen zijn tussen de lengte van opeenvolgende dagen, die bij elkaar opgeteld tot aanzienlijke verschillen kunnen leiden. In de maand september bijvoorbeeld zijn die afwijkingen ongeveer 20 seconden per dag. Deze momentele verschillen worden omzeild door ze uit te middelen; via een zogenaamde vereffeningstabel of -grafiek kan de middelbare zonnetijd worden bepaald. De tijdsvereffening is het verschil tussen de ware tijd en de middelbare tijd.
Omdat zowel de ware als de middelbare zonnetijd uitsluitend gelden voor de plaats waar de zonnewijzer staat, is de tijd die hij aanwijst niet voor elke locatie gelijk. Als het precies twaalf uur is op een oostelijk gelegen plaats, bijvoorbeeld Bad Nieuweschans, zal de zonnewijzer in een meer westelijk gelegen plaats als Cadzand nog lang geen twaalf uur aanwijzen. Bad Nieuweschans ligt op ruim 7° OL, Cadzand op ongeveer 3° OL. Het kost de aarde vier minuten om een graad onder de zon door te draaien. Het duurt dus ongeveer een kwartier tussen het tijdstip waarop de zon zich op haar hoogste stand op 7° OL bevindt tot het tijdstip waarop de zon zich op haar hoogste stand op 3° OL bevindt.
De huidige zonnetijd bij Bad Nieuweschans is 12:59:57, in Cadzand 12:44:45. (bijwerken)
Zo verloopt er 16 minuten tussen het tijdstip waarop de zon zich op haar hoogste stand op het meest oostelijke en westelijke punt van België. De Panne ligt ongeveer op 2°30' OL en Afst op 6°30' OL.
De huidige zonnetijd bij De Panne  is 12:41:09, in Alfst 12:57:09. (bijwerken)

## Midden-Europese Tijd
De zonnetijd is, behalve op zonnewijzers, in onbruik geraakt; door de toenemende mobiliteit van mensen ondervond men al in de negentiende eeuw last van de lokale verschillen, de spoorwegen voerden als eerste een uniforme tijdrekening in. Na het invoeren van de "Amsterdamse Tijd" (5° OL is 20 minuten voor op GMT of Greenwich Mean Time) werd in de Tweede Wereldoorlog de Berlijnse Midden-Europese Tijd (MET) ingevoerd. Na enkele onderbrekingen werd in 1977 de Midden-Europese Zomertijd (MEZT) opnieuw ingevoerd.
In Nederland loopt MET gemiddeld 35 minuten voor op de middelbare zonnetijd, MEZT loopt met nog een uur daarbovenop met 95 minuten voor.
In België gold tot 1892 de Ware Plaatselijke Tijd, meestal die van een grote stad. De uurregeling van de treinen verliep sinds 1836 volgens de Ware Plaatselijke Tijd van Brussel (17 minuten en 29 seconden voor op GMT). Met ingang van 1 mei 1892 werd GMT in geheel België ingevoerd. Tijdens de Eerste Wereldoorlog van 1914 tot 1918 gold MET vanaf 1916 de zomertijd. Tussen de twee wereldoorlogen keerde men terug naar de GMT maar de zomertijd bleef behouden. Tijdens de Tweede Wereldoorlog had men dezelfde regeling als tijdens de Eerste Wereldoorlog. MET bleef vanaf 1946 de regeling maar de zomertijd viel weg tot 1977 toen die weer werd ingevoerd.